# Ondřej Palát
Ondřej Palát (Frýdek-Místek, Checoslovaquia, 28 de marzo de 1991), apodado Pally o Sneaky P, es un jugador profesional checo de hockey sobre hielo que se desempeña en la posición de extremo izquierdo en New Jersey Devils, equipo de la National Hockey League (NHL).

## Carrera
Fue seleccionado en la séptima ronda en la NHL Entry Draft de 2011. En 2012 hizo su debut profesional con el equipo Tampa Bay Lightning, en el cual jugó diez temporadas (2012-2022), después pasó a New Jersey Devils, donde lleva jugando tres temporadas.